# Fabrizio Giovanardi
Fabrizio Giovanardi, noto anche con lo pseudonimo di Piedone (Sassuolo, 14 dicembre 1966), è un pilota automobilistico italiano.

## Carriera

### Gli inizi
Nel 1983 inizia la sua carriera nei kart in una categoria promozionale monomarca, piazzandosi 3º assoluto in campionato. Nel 1984 passa alla categoria 125 junior disputando poche gare e vincendone una. Nel 1985 entra nella squadra ufficiale Tony Kart dove partecipa a 20 gare vincendone 17. Nel 1986 è nella massima categoria kart 125 (Formula C) dove diventa campione italiano e mondiale.

### Formula 3 e Formula 3000
Nel 1987 passa alla Formula 3 italiana, e l'anno successivo vince due gare e si piazza terzo nella classifica assoluta del campionato. Si aggiudica il premio Autosprint Casco D'Argento.
Dal 1989 fino al 1991 partecipa alla Formula 3000 con il team italiano First Racing riuscendo a vincere solo una gara a Vallelunga, ottenendo poi solo qualche piazzamento. 

### Il Superturismo
La sua carriera di pilota è legata e riconosciuta alle corse del superturismo, infatti riuscì ad aggiudicarsi molte gare legate al circuito del Campionato Europeo Turismo con le vetture da turismo; Nel 1992 vince il Campionato Italiano Velocità Turismo a bordo di una Peugeot 405, vincendo poi qualche gara nei campionati '93 e '94. 
Passa alla guida dell'Alfa Romeo 155 per il Campionato Italiano Superturismo arrivando al 3º posto finale nel 1995, 5° nel 1996 e 2° nel 1997. Nel 1997 vince lo Spanish Super Touring Championship sempre con l'Alfa Romeo 155. 

Giovanardi su Alfa Romeo 156 del Team Nordauto durante la vittoriosa stagione 1998 del Superturismo.

Nel 1998 passa all'Alfa Romeo 156 vincendo i campionati Italiani nelle annate 1998 e 1999, dopodiché si trasferisce al rinato Campionato Europeo Turismo dove vince tre volte consecutive i titoli negli anni 2000, 2001 e 2002. Da segnalare che nel 2000 debutta nel mondo della Formula 1 venendo ingaggiato come collaudatore per la Scuderia Ferrari. Dopo i successi con l'Alfa si trasferì alla BMW per la stagione 2003, ma ebbe grossi problemi con la trazione posteriore e tornò all'Alfa nel 2004 classificandosi 5º nella classifica finale piloti. Nel 2005 raggiunge nuovamente il podio concludendo il campionato al 3ºposto alle spalle di Andy Priaulx e Dirk Müller (BMW).
Dal 2006 passa al British Touring Car Championship alla guida di una Vauxhall Astra Sport Hatch della casa VX Racing. Conquista la sua prima vittoria (e la centesima per la Vauxhall al BTCC) a Knockhill. Riuscì a ripetersi a Brands Hatch sorpassando Gordon Shedden in regime di safety car, e con un'ottima seconda parte di stagione si classificò 5° nella classifica generale sorpassando James Thompson all'ultima gara.
Nel 2007 Giovanardi vinse il campionato britannico alla guida della nuova versione Super 2000 della Vectra disegnata dal Triple Eight Race Engineering, in squadra con Tom Chilton. La vittoria giunse solo all'ultima gara dopo un'acerrima rivalità durata per tutta la stagione con Jason Plato.

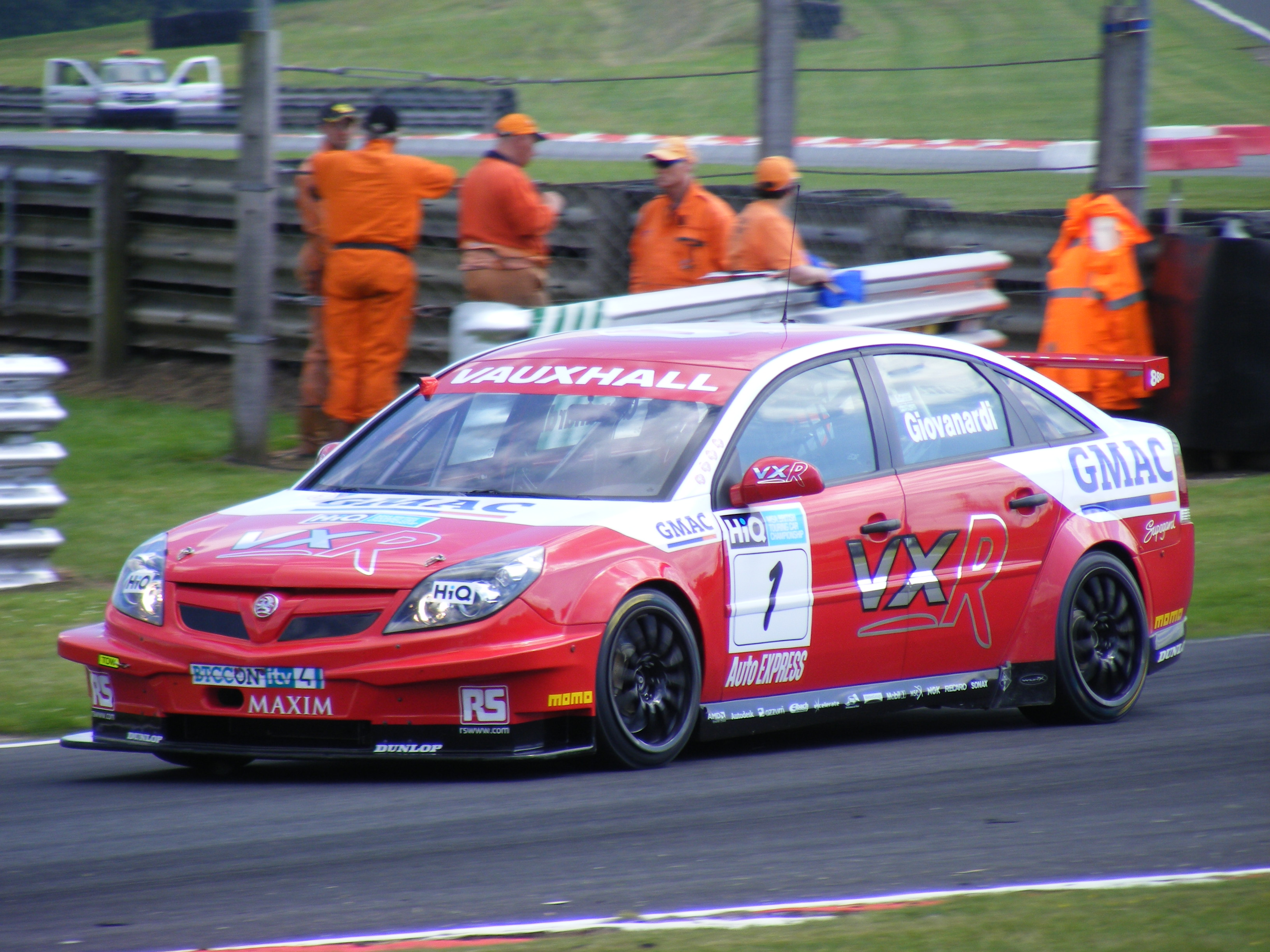
Giovanardi su Vauxhall Vectra in qualifica a Oulton Park per la stagione 2008 del BTCC.

Nel 2008 il pilota si confermò campione di nuovo con la VX Vectra e in squadra con Matt Neal e Tom Onslow-Cole. Questa volta la vittoria arrivò a Brands Hatch, con due gare di anticipo, di nuovo ai danni della Seat di Plato. Nel 2009 e nel 2010 si classifica rispettivamente 3° e 14°, dopodiché lascia il "BTCC". 
Nel 2011 vince l'European Touring Car Cup con una Honda Accord, un evento che consisteva in due gare corse su una distanza di circa 50 chilometri ciascuna.
Nel 2012 partecipò alla 24 Ore del Nürburgring insieme a Nicola Larini e Manuel Lauck nel team Global Partner Enterprise Sa con la vettura #1 Ferrari P4/5, l'unica della categoria E1-XP Hybrid, arrivando 12º nella classifica generale. Ha inoltre guidato, in coppia con Marc Hynes, le due principali gare endurance del V8 Supercar Championship Series, la Phillip Island 500K a Phillip Island e la Supercheap Auto Bathurst 1000 a Mount Panorama. La coppia si classificò 17ª nella prima gara (vinta da Garth Tander e Mark Skaife) e 15ª nella seconda (vinta da Craig Lowndes e Jamie Whincup). 
Nel 2014 torna al British Touring Car Championship con una Ford Focus classificandosi 13º nella classifica finale.
Nel 2017 partecipa al TCR (Italy Touring Car Championship) a bordo di una SEAT León TCR ottenendo un 4º posto a Vallelunga. Nel 2018 partecipa al WTCR (World Touring Car Cup) a bordo di un'Alfa Romeo Giulietta senza ottenere alcuna vittoria o risultati di rilievo.

## Palmarès
1986
- Campione del mondo formula c 125 karting

Tony Kart
1992
- Campione Italiano Turismo Classe S2 su Peugeot 405 Mi 16

1993
- Vice-campione Italiano Superturismo su Peugeot 405 Mi 16
  - Vittorie: 5 - Misano Adriatico, Imola, Varano, Misano Adriatico, Mugello

1994
- 3º Classificato Campionato Italiano Superturismo su Peugeot 405

1995
- 3º Classificato Campionato Italiano Superturismo su Alfa Romeo 155 Ts
  - Vittorie: 1 - Mugello

1996
- 5º Classificato Campionato Italiano Superturismo su Alfa Romeo 155 Ts
  - Vittorie: 2 - Mugello(2)
- 6º Classificato Campionato Spagnolo Superturismo su Alfa Romeo 155 Ts
  - Vittorie: 3 - Barcellona, Jerez, Barcellona

1997
- Vice-campione Italiano Superturismo su Alfa Romeo 155 Ts
  - Vittorie: 5 - Mugello, Imola, Pergusa(2), Vallelunga
- Campione Spagnolo Superturismo su Alfa Romeo 155 Ts
  - Vittorie: 3 - Barcellona, Alcañiz(2)

1998
- Campione Italiano Superturismo su Alfa Romeo 156 Ts
  - Vittorie: 8 - Imola, Monza, Magione, Pergusa(2), Misano Adriatico, Monza(2)

1999
- Campione Italiano Superturismo su Alfa Romeo 156 Ts
  - Vittorie: 7 - Pergusa(2), Mugello(2), Monza(2), Vallelunga

2000
- Campione Europeo Superturismo su Alfa Romeo 156 Ts
  - Vittorie: 5 - Pergusa(2), A1-Ring, Vallelunga(2)

2001
- Campione Europeo Superturismo su Alfa Romeo 156 Ts
  - Vittorie: 3 - Brno, Zolder, Budapest

2002
- Campione Europeo Superturismo su Alfa Romeo 156 GTA
  - Vittorie: 9 - Magny-Cours(2), Silverstone, Brno(2), Jarama, Pergusa(2), Estoril

2003
- 9º classificato nel Campionato Europeo Turismo su BMW 320i

2004
- 5º classificato nel Campionato Europeo Turismo su Alfa Romeo 156 GTA
  - Vittorie: 1 - Valencia

2005
- 3º classificato nel Campionato Mondiale Turismo su Alfa Romeo 156 GTA
  - Vittorie: 4 - Imola, Puebla, Spa-Francorchamps, Istanbul

2006
- 5º classificato nel BTCC (Campionato Turismo Britannico) su Vauxhall Vectra
  - Vittorie: 2 - Knockhill, Brands-Hatch

2007
- Campione Britannico Superturismo (BTCC) su Vauxhall Vectra
  - Vittorie: 10 - Rockingham(2), Thruxton(2), Croft, Snetterton, Brands-Hatch(2), Thruxton(2)

2008
- Campione Britannico Superturismo (BTCC) su Vauxhall Vectra
  - Vittorie: 5 - Brands-Hatch(2), Donington, Croft, Silverstone

2009
- 3º classificato nel Campionato Britannico Superturismo (BTCC) su Vauxhall Vectra
  - Vittorie: 5 - Thruxton, Croft, Snetterton(2), Knockhill

2010
- Partecipazione alla 1ª gara Campionato Britannico Superturismo (BTCC) su Vauxhall Vectra
  - Vittorie: 2 - Thruxton (2).
- Partecipazione dalla 6ª gara Campionato Internazionale e Italiano Superstars su Porsche Panamera
  - Vittorie: 4 - Mugello, Paul Ricard (2), Vallelunga